# Cedega
 (juillet 2018).
Si vous disposez d'ouvrages ou d'articles de référence ou si vous connaissez des sites web de qualité traitant du thème abordé ici, merci de compléter l'article en donnant les références utiles à sa vérifiabilité et en les liant à la section « Notes et références ».
Cedega (auparavant appelé WineX) était un logiciel propriétaire et commercial développé par la société TransGaming dont le but est de pouvoir exécuter des jeux Windows sous les systèmes GNU/Linux. Visant à obtenir une large compatibilité avec ces derniers, son développement implique, entre autres, l'implémentation la plus large possible de l'interface de programmation DirectX.
Fork propriétaire du logiciel libre Wine, ce logiciel a engendré de nombreuses critiques ; il a été une des causes du changement de licence du logiciel Wine, passant d'une licence de type MIT à une licence LGPL, n'autorisant pas ce genre de réutilisations.
Cedega est un logiciel payant mais TransGaming met à disposition librement et gratuitement la version CVS de Cedega (qui n'est toutefois plus mise à jour depuis le 28/02/2002)[réf. nécessaire]. L'abonnement à TransGaming permet de télécharger les paquetages Cedega, ainsi que l'utilitaire Point2Play.

## Présentation approfondie
Cedega est un interpréteur Windows basé sur le projet libre Wine, avec l'implémentation de l'API Microsoft DirectX.
La version CVS de Cedega est disponible gratuitement mais il faut la compiler (comme toutes les versions CVS); et une partie du code de Cedega n'est pas sous licence libre, notamment en ce qui concerne l'API anti-copie de Windows. Elle n'est donc pas incluse dans la version CVS. De plus, transgaming n'offre aucun support pour Cedega CVS.
À l'instar de Wine, Cedega est souvent désigné comme étant un émulateur, ce qui est une erreur. Un émulateur simule le fonctionnement matériel d'une machine, tandis que Cedega intègre le maximum de bibliothèques de Windows, récrites pour pouvoir être exécutées sous Linux, il ne s'agit ici que d'une implémentation logicielle.
Cedega et Wine sont donc des interpréteurs Windows, ils interprètent les instructions requises par des applications Windows pour les exécuter sous Linux.
Cela permet de faire fonctionner des applications et des jeux vidéo Windows sous Linux. Malheureusement, il reste un certain nombre d'incompatibilités parce que l'intégralité de l'API de Windows n'est pas incluse dans Wine et Cedega. De plus, ces systèmes sont radicalement différents et n'ont pas la même façon de fonctionner.
Le fait de pouvoir faire fonctionner des jeux Windows sous Linux est une bonne chose pour beaucoup d'usagers de Linux. Le logiciel est aussi source de critiques :
1. Certains considèrent que c'est un frein pour les développeurs afin de porter des jeux sous Linux. Pourquoi les développeurs dépenseraient de l'argent pour porter un jeu sous Linux, alors que Cedega devrait pouvoir les exécuter.[réf. nécessaire]
2. Cedega est avant tout un port de DirectX sous Linux, ce qui ne manque pas d'être critiqué par ceux qui considèrent que l'API de départ est déjà boguée. Donc, une copie devrait être d'autant plus boguée, en comparaison avec OpenGL utilisée par Wine.[réf. nécessaire]
3. Cedega est payant et une partie de son code est sous licence propriétaire.

Comme les autres logiciels tentant de lancer des logiciels Windows sur d'autres plates-formes comme Linux, l'exécution des jeux avec Cedega est relativement hasardeuse. Bon nombre de programmes ne fonctionnent pas correctement avec Cedega, souvent parce que le jeu utilise des bibliothèques et des fonctions non prises en charge ou difficiles à implémenter. C'est le cas lorsque les programmes font par exemple appel au Framework .NET de Microsoft et d'autres technologies difficiles à porter.
Cela dit, Cedega a récemment amélioré son support des jeux récents en ajoutant plus de fonctionnalités à son moteur non-libre. Transgaming a également participé au portage sous Mac de plusieurs jeux dont Les Sims 3 ce qui a également contribué aux moteurs de Cedega.
En 2008, Transgaming lance un système de certification pour les jeux Windows les plus populaires, permettant d'assurer le support et la meilleure compatibilité possible des jeux concernés. À ce jour, plus de 50 jeux sont certifiés fonctionnels et tenu à jour en fonction des évolutions et correctifs du jeu qui peuvent parfois perturber (voire interrompre) le bon fonctionnement de celui-ci sous Cedega. Si certains ne voient pas l'utilité d'une telle certification, alors qu'elle ne fonctionne pas sur certaines configurations, elle semble fonctionner sur la plupart des ordinateurs, parfois nécessitant quelques changements de paramètres système.